# Колибри (оперативни систем)
Колибри (KolibriOS) мали је 32-битни оперативни систем отвореног кода који је у потпуности написан у Асемблеру. Колибри је направљен 2004. године из оперативног система MenuetOS.
У фази прегледа на алтеративним оперативним системима (2009), Теч Радар га је назвао „изузетно импресивним”, наглашавајући његове перформансе и поједностављене кодне базе.

## Системски захтеви
- Потребно је само 8 мегабајта RAM-а.
- Потребан је i586 компатибилни процесор.
- VESA комплатибилна графичка карта.
- 1.44 MB 3.5"  флопи диск, тврди диск, USB Flash или компакт диск.
- Тастатура и миш.[4]

## Особине
- Не инсталира се
- Бутује се за 5 секунди
- Подржава FAT12/16/32
- Read-only подршка за NTFS, CDFS и Ext2/3/4

## Верзије
| Верзија | Датум               | Напомена                                |
| ------- | ------------------- | --------------------------------------- |
| 0.1.0.0 | 15. мај 2004.       | објављивање                             |
| 0.2.0.0 | 28. август 2004.    | ...                                     |
| 0.3.2.0 | 20. март 2005.      | ...                                     |
| 0.4.0.0 | 7. јул 2005.        | ...                                     |
| 0.5.3.0 | 13. март 2006.      | ...                                     |
| 0.5.8.0 | 9. јул 2006.        | додат енглески језик                    |
| 0.5.8.1 | 25. јул 2006.       | ...                                     |
| 0.6.0.0 | 4. септембар 2006.  | додат немачки језик                     |
| 0.6.3.0 | 31. октобар 2006.   | уклоњен немачки језик                   |
| 0.6.5.0 | 14. фебруар 2007.   | додат дебаг флопи имиџ                  |
| 0.7.0.0 | 7. јун 2007.        | додат SDK                               |
| 0.7.1.0 | 23. септембар 2007. | ...                                     |
| 0.7.5.0 | 31. јануар 2009.    | избрисан дебаг флопи имиџ,додан CD имиџ |
| 0.7.7.0 | 13. децембар 2009.  | последња верзија                        |